# 三重県道615号西野尻垣内線
三重県道615号西野尻垣内線（みえけんどう615ごう にしのじりかいとせん）は、三重県いなべ市を通る一般県道である。

## 概要
いなべ市藤原町西野尻からいなべ市北勢町垣内に至る。

### 路線データ
- 起点：三重県いなべ市藤原町西野尻（字出口1069の2番地先[1][2]：三重県道614号篠立下野尻線交点）
- 終点：三重県いなべ市北勢町垣内（字東垣内431の1番地先[1][2]：垣内交差点、国道306号交点）

## 歴史
- 1959年（昭和34年）
  - 1月25日 - 認定[3]

路線名：一般県道615号西野尻麓村線
起点：三重県員弁郡藤原村大字西野尻
終点：三重県員弁郡北勢町大字麓村
  - 3月31日 - 道路区域の決定[4]
  - 5月19日 - 道路の供用開始[5]

三重県員弁郡藤原村大字西野尻字出口1069の2番地先から三重県員弁郡藤原村大字東禅寺字大日987の1番地先を経て三重県員弁郡北勢町大字中山字西野3の5番地先まで（延長4,550.00 m）
- 1962年（昭和37年）11月24日
  - 道路区域の変更（経路の変更、終点の変更）[6]

三重県員弁郡北勢町大字垣内字東垣内478番地先から三重県員弁郡北勢町大字中山字西野3の5番地先 まで（延長109.00 m）を三重県員弁郡北勢町大字垣内字東垣内478番地先から三重県員弁郡北勢町大字東村字中村52番地先まで（延長154.50 m）に変更
  - 道路の供用開始[7]

三重県員弁郡北勢町大字垣内字東垣内478番地先 から
三重県員弁郡北勢町大字東村字中村52番地先 まで
- 2002年（平成14年）4月1日 - 路線名・道路区域を変更[8]（路線を短縮、終点を変更）

路線名：一般県道615号西野尻垣内線
起点：三重県員弁郡藤原町西野尻
終点：三重県員弁郡北勢町大字垣内
- 2007年（平成19年）4月1日 - 自治体合併に伴う変更[9]

起点：三重県いなべ市藤原町西野尻
終点：三重県いなべ市北勢町垣内

## 地理

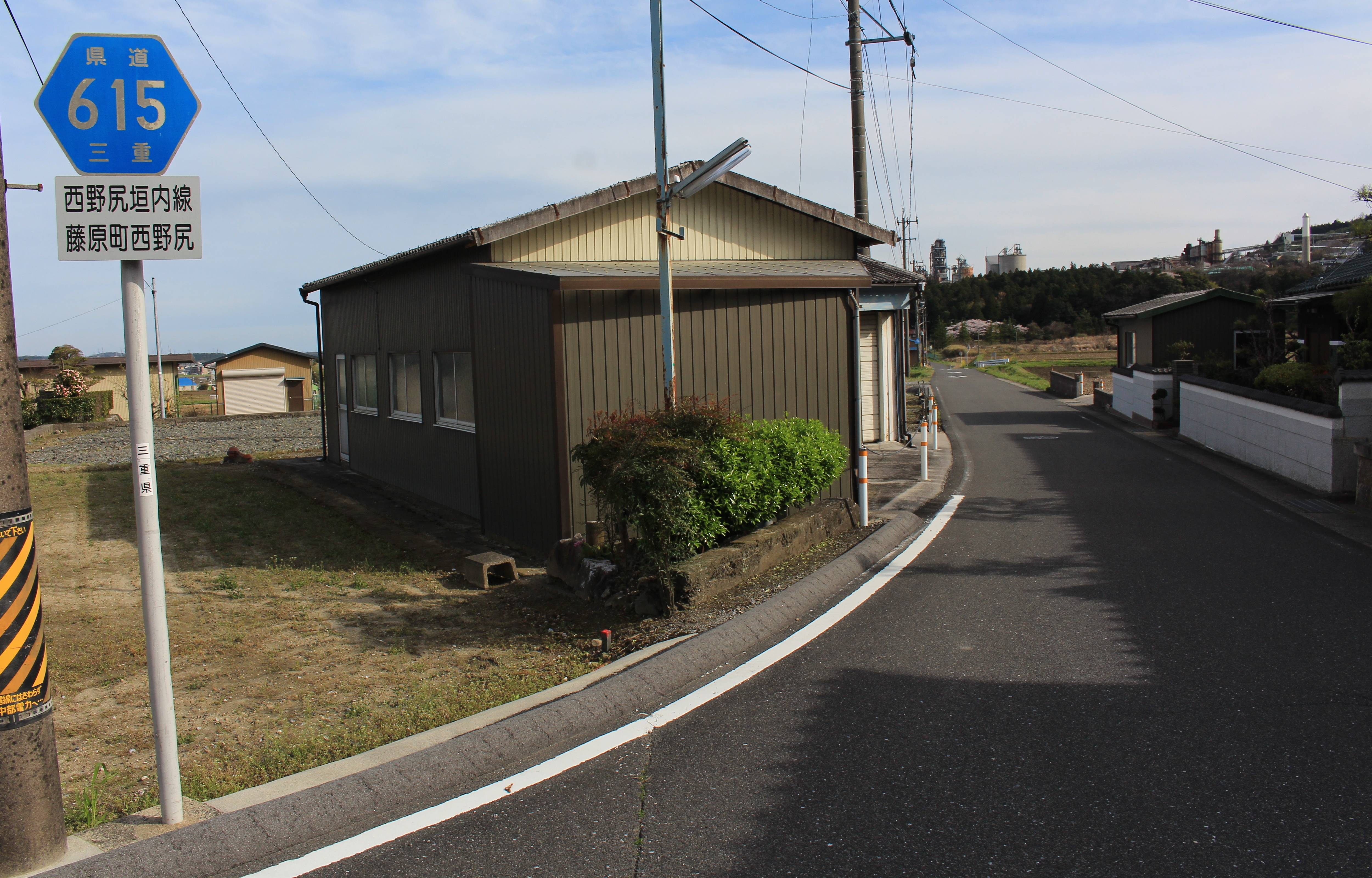
三重県道615号西野尻垣内線、いなべ市藤原町西野尻

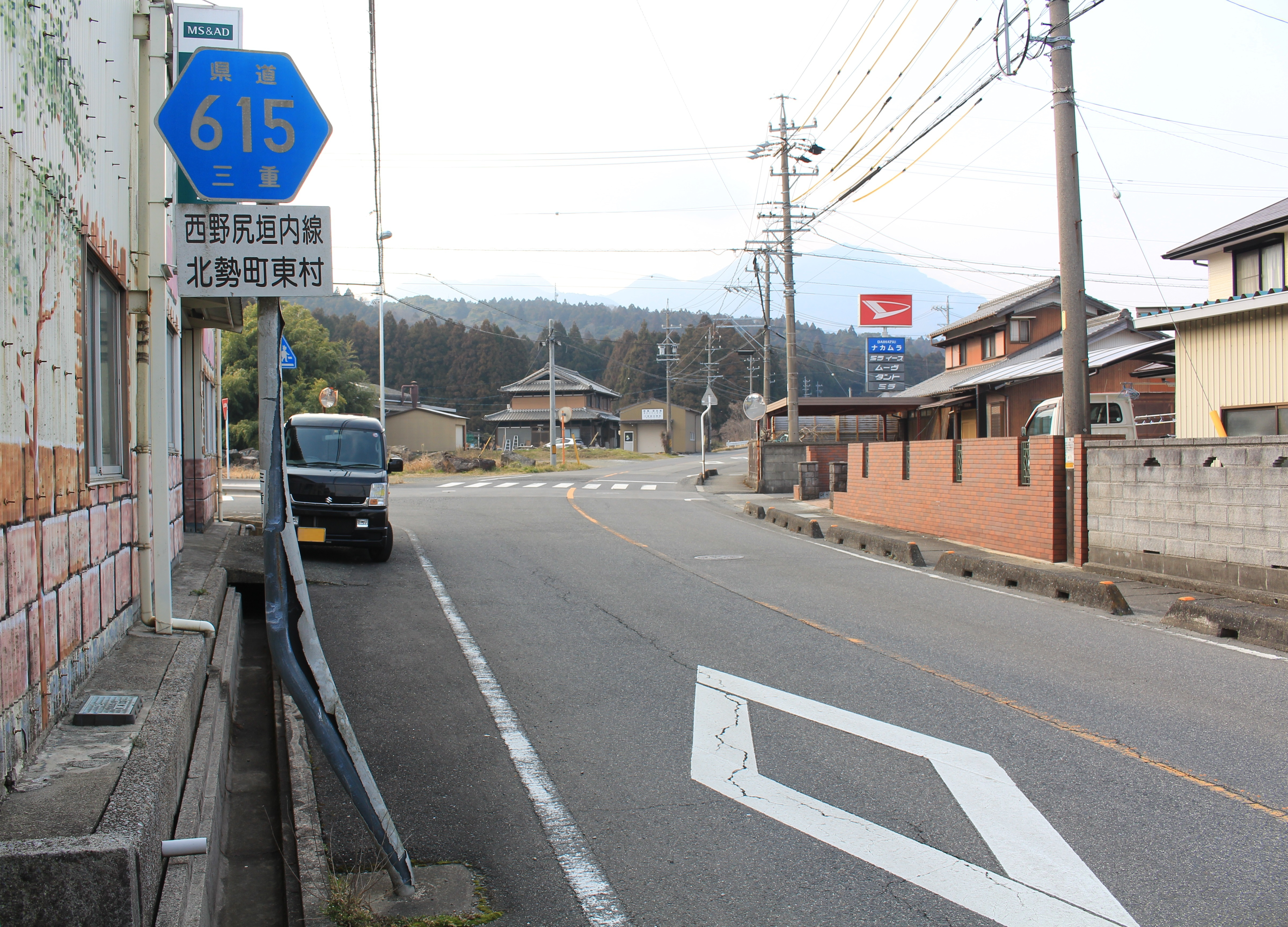
三重県道615号西野尻垣内線、いなべ市北勢町東村

### 通過する自治体
- 三重県
  - いなべ市

### 交差する道路
| 交差する道路              | 交差する場所 | 交差する場所      |
| ------------------------- | ------------ | ----------------- |
| 三重県道614号篠立下野尻線 | 藤原町西野尻 | 起点              |
| 国道306号                 | 北勢町垣内   | 垣内交差点 / 終点 |

### 交差する鉄道
- 三岐鉄道三岐線

### 沿線
- [[]]三岐鉄道三岐線
  - 西野尻駅 - 東藤原駅 - 伊勢治田駅
- 特別支援学校聖母の家学園いなべ校
- 東藤原郵便局
- いなべ市立治田小学校
- 太平洋セメント 藤原工場